# تل ملایی
تل ملایی، روستایی از توابع بخش وراوی شهرستان مهر در استان فارس ایران است.
تل ملائی از مناطق تفریحی شهرستان لامرد درایام زمستان میباشد.اهالی این روستا دارای نژادی از بزرگان زنگنه می‌باشند که این روستا را تشکیل دادند.
ابتدا روستای تاریخی تل ملائی کمی شمال تر دردامنه کوه قرار داشته که معروف به ده کهنه تل ملایی میباشد وبعدها اهالی روستای کنونی را تشکیل میدهند..
طوایف قدیمی واصلی ساکن این روستا معروف به چهاربرادری می‌باشند. 1_ مرحوم مقصود (مختیز)پدر زمان مقصود(جد بهادر ها_پاکوتاه(محبی نیا) جد مادری شهابی ها_جد مرحوم علی بن عبدالکریم زمون)میباشد و2_ مرحوم ابول (پدرمحمدابول ) جد طایفه پیرزاد وحسن پور 3_مرحوم حسین شاه محمد(فاقدفرزند) 3_مرحوم محسن(پدر محمد علی محسن)جد طایفه آشوری ها ومحسنی هامیباشند که مرحوم  مقصود(مختیز) وابول ومحسن و حسین شاه محمد چهار برادرهم هستند و جملگی فرزندان قائد محمد (محمدشاه ) بن زمان خان زنگنه هستند 
قائدمحمدشاه به سفر عتبات هم مشرف شده بوده که بهمین دلیل به وی زائرمحمدزمون هم میگویند واراضی وی نیز بنام خودش در لفظ محلی به مَحمِشاهی (محمودشاهی )معروف است.اکثر طوایف وساکنین تل ملائی همزمان با مهاجرت اهالی روستاهای مجاور؛به مرکز شهرلامرد مهاجرت کرده اند.ازمناطق دیدنی در ایام بهار میتوان به برکه زمونا در دامنه کوه؛لاور اشتری و... نام برد.
از قدیم الایام طوایف زیادی در تل ملائی ساکن بودند که اکثرا مهاجرت نموده و روستاهای منطقه ی زنگنه رابوجود آورده اند که جملگی ازریشه زنگنه و منسوب به تل ملائی میباشند
از سادات ساکن درتل ملایی نیز میتوان مرحوم آسید ابوالحسن عمرانی ومرحوم آقائی سیدعباس بن سیدخلیل هاشمی میتوان نام برد.
حدود این روستا از شرق تا روستای بادسردو(باسردو) ازشمال به کوهستان از غرب به روستای چاهشرف وازجنوب به رودخانه فصلی مهران می‌باشد.

## جمعیت
این روستا در دهستان وراوی قرار دارد و براساس سرشماری مرکز آمار ایران در سال ۱۳۸۵، جمعیت آن ۳۸ نفر (۹خانوار) بوده‌است.